# Zedriv

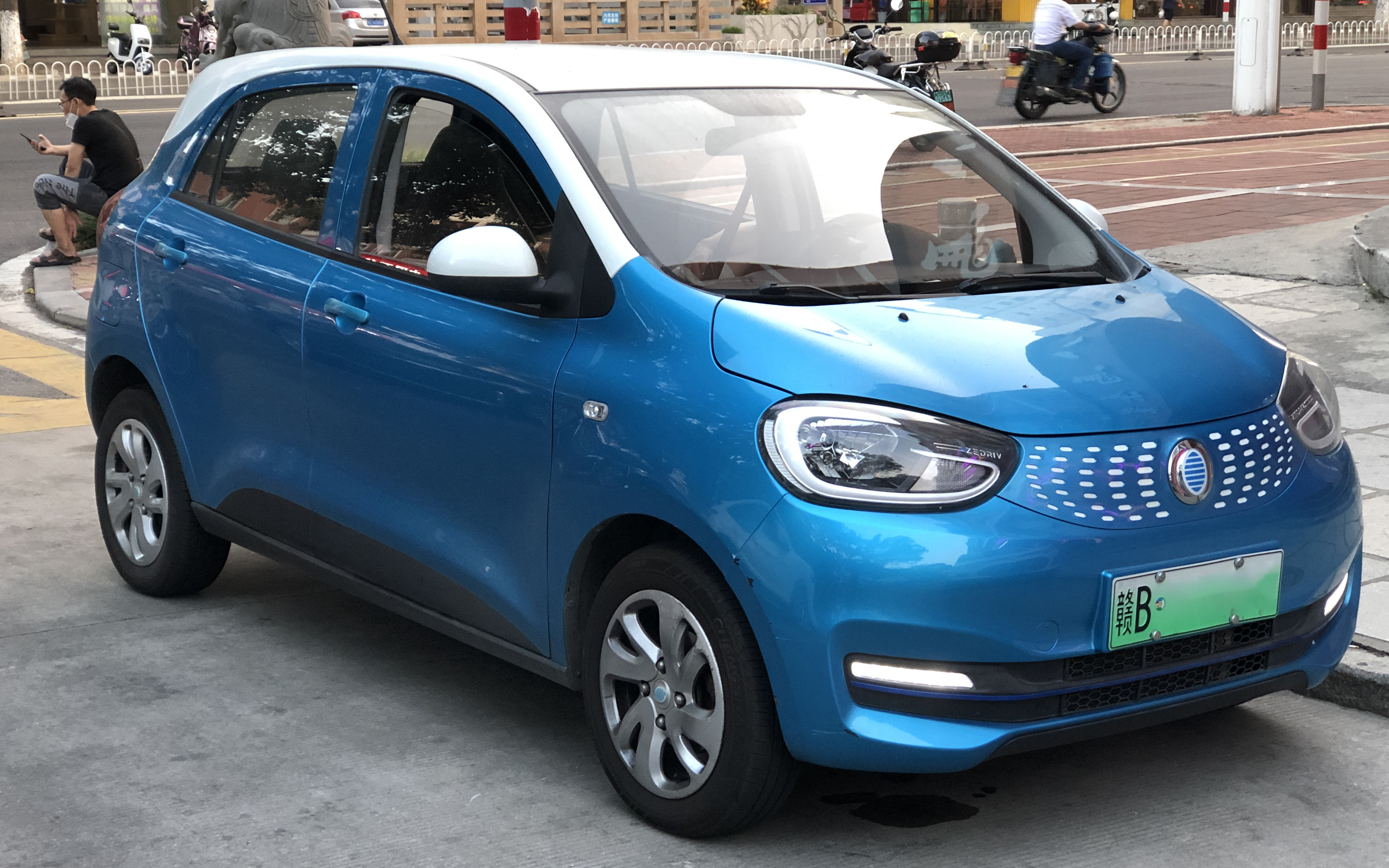
Zedriv GC1

Zedriv (en chino, 国 机智 骏), oficialmente Guoji Zhijun Automotive Co., LTD, era un fabricante de automóviles chino que se especializa en el desarrollo de vehículos eléctricos. Fueron fundados por la empresa Sinomach con sede en Beijing .

## Historia
Zedriv fue fundada el 6 de abril de 2017 y está ubicada en Ganzhou, Jiangxi Provincia, China. Su planta de producción está ubicada en la Zona de Desarrollo Económico y Tecnológico de la Ciudad de Vehículos de Nueva Energía. La planta tiene 1371 acres, con una inversión total de 8 mil millones de yuanes y una capacidad de 100,000 unidades. Su lema es "Para un viaje inteligente y alegre".
Los cuatro de sus vehículos se mostraron en el Auto Shanghai de 2019, y todos excepto el GT3 hicieron producción en 2020.

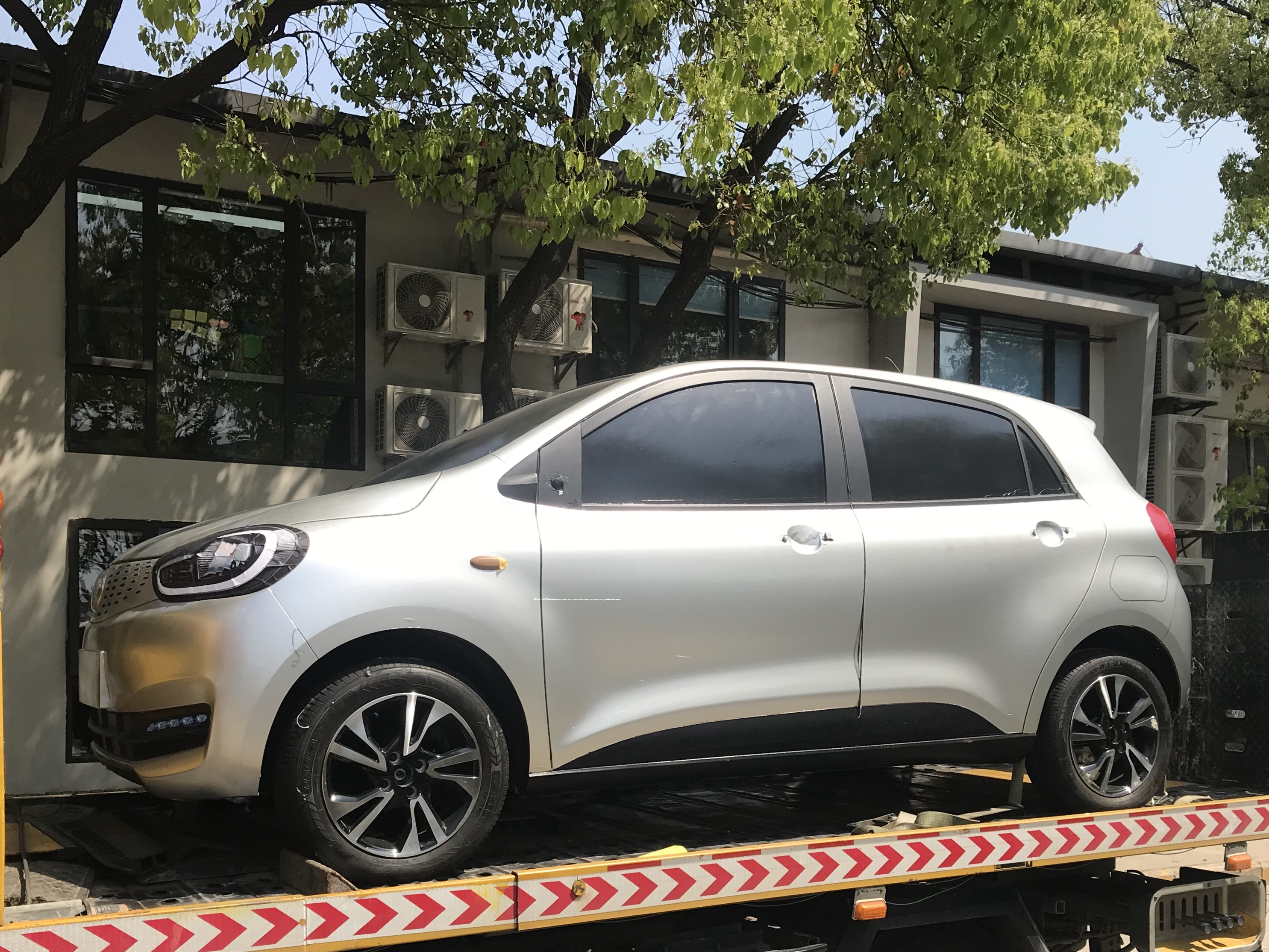
modelo de diseño de arcilla de tamaño real del GC1 en Shanghai

El diseño de los vehículos Zedriv fue realizado por Guoji Zhijun Auto Europe R&D Center GMBH bajo la dirección de su jefe de diseño, Lorenz Bittner, en Alemania y Shanghái.
La empresa Zedriv se declara en quiebra en 2022 por sus bajas ventas

## Vehículos
- Zedriv GC1[11]
- Zedriv GC2[12]
- Zedriv GT3[13]
- Zedriv GX5[14]